# Copa Votorantim de 2024
A Copa Votorantim de 2024 foi a 28.ª edição deste evento esportivo, um torneio nacional de futebol masculino sub-15 organizado pela Prefeitura de Votorantim.
O torneio compreendeu quatro distintas fases e envolveu a participação de um total de 16 clubes, ocorrendo no período de 18 a 28 de janeiro. A fase inicial consistiu na divisão dos participantes em quatro grupos, nos quais os clubes enfrentaram seus oponentes da mesma chave em partidas de turno único. Nas fases subsequentes, a determinação dos avançados para a fase seguinte baseou-se no resultado de partidas únicas, culminando na redução progressiva do número de clubes a cada fase até a disputa da final. 
O título da edição foi conquistado pelo São Paulo, que venceu a decisão contra o Palmeiras pelo placar mínimo. Este triunfo marcou o sexto título na história do clube neste torneio.

## Formato e participantes
A exemplo das edições anteriores, a edição de 2024 da Copa Votorantim foi disputada por 16 clubes, divididos em quatro grupos. Esta edição contou com o retorno dos quatro clubes de São Paulo, a saber: Corinthians, Palmeiras, Santos e São Paulo, feito que não ocorria há nove anos. São Paulo e Botafogo retornaram após anos de ausência, enquanto o Novorizontino participou da competição pela primeira vez. Os grupos foram sorteados em 16 de dezembro de 2023.
| Federação         | Equipe                | Títulos                           | Ref.  |
| ----------------- | --------------------- | --------------------------------- | ----- |
| Bahia             | Bahia                 | —                                 | [ 2 ] |
| Ceará             | Fortaleza             | —                                 | [ 2 ] |
| Distrito Federal  | Canaã                 | —                                 | [ 2 ] |
| Minas Gerais      | América Mineiro       | —                                 | [ 2 ] |
| Minas Gerais      | Cruzeiro              | 3 (2002, 2005 e 2006)             | [ 2 ] |
| Pernambuco        | Sport                 | —                                 | [ 2 ] |
| Rio de Janeiro    | Botafogo              | —                                 | [ 2 ] |
| Rio Grande do Sul | Juventude             | —                                 | [ 2 ] |
| Santa Catarina    | Avaí                  | 2 (2019 e 2020)                   | [ 2 ] |
| São Paulo         | Corinthians           | 3 (2003, 2004 e 2022)             | [ 2 ] |
| São Paulo         | Novorizontino         | —                                 | [ 2 ] |
| São Paulo         | Palmeiras             | 1 (2018)                          | [ 2 ] |
| São Paulo         | Santos                | 1 (2023)                          | [ 2 ] |
| São Paulo         | São Paulo             | 5 (1991, 1992, 2013, 2014 e 2016) | [ 2 ] |
| São Paulo         | Seleção de Votorantim | —                                 | [ 2 ] |
| São Paulo         | Votoraty              | —                                 | [ 2 ] |

## Primeira fase
Pelo grupo A, Cruzeiro e Santos protagonizaram o jogo de estreia em 18 de janeiro, no estádio Domênico Paolo Metidieri. O clube paulista, que entrou em campo defendendo o título da edição anterior, abriu uma vantagem de dois gols no início do jogo, mas cedeu o empate ao adversário. Este grupo, inclusive, foi o último a ser definido, pois os jogos da segunda rodada foram anulados devido à forte chuva que ocorreu no dia. Cruzeiro e Santos garantiram as classificações, respectivamente, na primeira e segunda colocação na última rodada, enquanto o Bahia, que também tinha chances, foi eliminado.
No grupo B, o Novorizontino assegurou antecipadamente uma vaga nas quartas de final ao vencer o Corinthians pelo placar mínimo na segunda rodada. O clube, no entanto, encerrou a primeira fase na segunda colocação, após ser goleado na última rodada pelo Juventude, perdendo assim a liderança para o Corinthians no saldo de gols. Por sua vez, o Palmeiras liderou o grupo C, vencendo todos os jogos e marcando seis gols sem sofrer nenhum. A segunda vaga do grupo foi disputada pelos outros três clubes, sendo conquistada pelo Avaí.
São Paulo e Fortaleza encaminharam suas classificações no grupo D após duas rodadas. O clube paulista ganhou as duas partidas, enquanto o cearense venceu uma e empatou outra. O América Mineiro teve uma chance matemática de classificação, caso vencesse o Botafogo, que já encontrava eliminado, na última rodada, e se o São Paulo vencesse o Fortaleza. No entanto, os dois jogos terminaram empatados.

## Fases finais
Os dois primeiros jogos das quartas de final foram disputados em 24 de janeiro e resultaram nas classificações de Corinthians e São Paulo. O primeiro eliminou o Fortaleza nos pênaltis após um empate sem gols, enquanto o segundo venceu o Novorizontino pelo placar mínimo, com o gol sendo marcado no último minuto do jogo. No dia seguinte, Cruzeiro e Palmeiras asseguraram as duas vagas restantes. O clube mineiro venceu o Avaí com certa facilidade, enquanto o clube paulista eliminou o atual campeão Santos.
Com os resultados da fase anterior, as semifinais foram determinadas pelos confrontos entre Corinthians e Palmeiras, e Cruzeiro e São Paulo. Ao contrário do jogo das quartas de final, o São Paulo praticamente iniciou a partida com um pênalti a seu favor, convertido por Nicolas. Embora o Cruzeiro tenha empatado logo em seguida, o clube paulista encerrou o primeiro tempo com uma vantagem de dois gols, consolidando a vitória com mais três gols no segundo tempo. No outro confronto, o Palmeiras eliminou o Corinthians da competição pelo segundo ano consecutivo. O gol da vitória foi marcado por André Luiz logo no início do segundo tempo. Dessa forma, os vitoriosos avançaram para protagonizar uma decisão inédita.
Em 28 de janeiro, Palmeiras e São Paulo disputaram a final do torneio no estádio Domênico Paolo Metidieri. O São Paulo venceu o adversário com um gol marcado no início do jogo, conquistando assim o seu sexto título da competição.
|  | Quartas de final | Quartas de final |             |       | Semifinais | Semifinais |  |  | Final | Final |
|  |                  |                  |             |       |            |            |  |  |       |       |
|  |                  |                  |             |       |            |            |  |  |       |       |
|  |                  |                  |             |       |            |            |  |  |       |       |
|  | São Paulo        | 1                |             |       |            |            |  |  |       |       |
|  | São Paulo        | 1                |             |       |            |            |  |  |       |       |
|  | Novorizontino    | 0                |             |       |            |            |  |  |       |       |
|  | Novorizontino    | 0                | São Paulo   | 6     |            |            |  |  |       |       |
|  |                  |                  | São Paulo   | 6     |            |            |  |  |       |       |
|  |                  | Cruzeiro         | 1           |       |            |            |  |  |       |       |
|  | Cruzeiro         | Cruzeiro         | 1           | 3     |            |            |  |  |       |       |
|  | Cruzeiro         |                  |             | 3     |            |            |  |  |       |       |
|  | Avaí             | 1                |             |       |            |            |  |  |       |       |
|  | Avaí             | 1                | São Paulo   | 1     |            |            |  |  |       |       |
|  |                  |                  | São Paulo   | 1     |            |            |  |  |       |       |
|  |                  | Palmeiras        | 0           |       |            |            |  |  |       |       |
|  | Corinthians (p.) | Palmeiras        | 0           | 0 (4) |            |            |  |  |       |       |
|  | Corinthians (p.) |                  |             | 0 (4) |            |            |  |  |       |       |
|  | Fortaleza        | 0 (3)            |             |       |            |            |  |  |       |       |
|  | Fortaleza        | 0 (3)            | Corinthians | 0     |            |            |  |  |       |       |
|  |                  |                  | Corinthians | 0     |            |            |  |  |       |       |
|  |                  | Palmeiras        | 1           |       |            |            |  |  |       |       |
|  | Palmeiras        | Palmeiras        | 1           | 2     |            |            |  |  |       |       |
|  | Palmeiras        |                  |             | 2     |            |            |  |  |       |       |
|  | Santos           | 0                |             |       |            |            |  |  |       |       |
|  | Santos           | 0                |             |       |            |            |  |  |       |       |

- As equipes classificadas estão em negrito.

### Gerais
As seguintes fontes foram utilizadas para formular as tabelas de classificações da primeira fase:
- Vinicius Fernandes (20 de janeiro de 2024). «Veja os resultados da rodada inaugural da Copa Votorantim». DaBase. Consultado em 28 de janeiro de 2024. Cópia arquivada em 28 de janeiro de 2024
- Vinicius Fernandes (12 de janeiro de 2024). «Confira os resultados da segunda rodada da Copa Votorantim». DaBase. Consultado em 28 de janeiro de 2024. Cópia arquivada em 28 de janeiro de 2024
- Vinicius Fernandes (22 de janeiro de 2024). «Copa Votorantim Sub-15 conhece seis classificados para as quartas de final». DaBase. Consultado em 28 de janeiro de 2024. Cópia arquivada em 28 de janeiro de 2024
- Vinicius Fernandes (23 de janeiro de 2024). «Definidas as quartas de final da Copa Votorantim Sub-15». DaBase. Consultado em 28 de janeiro de 2024. Cópia arquivada em 28 de janeiro de 2024

### Específicas
1. ↑  «São Paulo conquista o sexto título da Copa Votorantim de Futebol Sub-15». Prefeitura de Votorantim. 28 de janeiro de 2024. Consultado em 28 de janeiro de 2024. Cópia arquivada em 28 de janeiro de 2024
2. 1 2 3  «Grupos da Copa Votorantim sub-15 2024 são sorteados; veja datas e jogos». ge. 16 de dezembro de 2023. Consultado em 28 de janeiro de 2024. Cópia arquivada em 23 de dezembro de 2023
3. ↑  «Grandes de São Paulo se reencontram após nove anos na Copa Votorantim Sub-15». Prefeitura de Votorantim. 16 de janeiro de 2024. Consultado em 28 de janeiro de 2024. Cópia arquivada em 28 de janeiro de 2024
4. ↑  «Com retornos de São Paulo e Botafogo, 28ª edição da Copa Votorantim sub-15 é anunciada». ge. 29 de novembro de 2023. Consultado em 28 de janeiro de 2024. Cópia arquivada em 3 de dezembro de 2023
5. ↑  José Gustavo Felix (18 de janeiro de 2024). «Cruzeiro busca reação e empata com o Santos na abertura da Copinha de Votorantim». ge. Consultado em 28 de janeiro de 2024. Cópia arquivada em 28 de janeiro de 2024
6. ↑  «Santos x Cruzeiro empatam na abertura da Copa Votorantim Sub-15». Prefeitura de Votorantim. 18 de janeiro de 2024. Consultado em 28 de janeiro de 2024. Cópia arquivada em 28 de janeiro de 2024
7. ↑  «Chuva provoca anulação de dois jogos da Copa Votorantim Sub-15». Prefeitura de Votorantim. 20 de janeiro de 2024. Consultado em 28 de janeiro de 2024. Cópia arquivada em 28 de janeiro de 2024
8. ↑  «Cruzeiro e Santos vencem, avançam e Copinha Votorantim terá clássico paulista nas quartas». ge. 22 de janeiro de 2024. Consultado em 28 de janeiro de 2024. Cópia arquivada em 22 de janeiro de 2024
9. ↑  «Novorizontino vence o Corinthians e garante vaga nas quartas de final». Gazeta de Votorantim. 20 de janeiro de 2024. Consultado em 28 de janeiro de 2024. Cópia arquivada em 28 de janeiro de 2024
10. ↑  «Corinthians e Novorizontino carimbam o passaporte para as quartas de final». Gazeta de Votorantim. 21 de janeiro de 2024. Consultado em 28 de janeiro de 2024. Cópia arquivada em 28 de janeiro de 2024
11. ↑  «Palmeiras e Avaí vencem e seguem na Copa Votorantim Sub-15». Gazeta de Votorantim. 21 de janeiro de 2024. Consultado em 28 de janeiro de 2024. Cópia arquivada em 28 de janeiro de 2024
12. ↑  «São Paulo goleia o Botafogo-RJ e carimba classificação». Gazeta de Votorantim. 20 de janeiro de 2024. Consultado em 28 de janeiro de 2024. Cópia arquivada em 28 de janeiro de 2024
13. ↑  «São Paulo e Fortaleza conquistam a classificação no Grupo D». Gazeta de Votorantim. 21 de janeiro de 2024. Consultado em 28 de janeiro de 2024. Cópia arquivada em 28 de janeiro de 2024
14. ↑  «Corinthians e São Paulo sofrem, mas passam às semifinais da Copinha de Votorantim». ge. 23 de janeiro de 2024. Consultado em 28 de janeiro de 2024. Cópia arquivada em 24 de janeiro de 2024
15. ↑  Vinicius Fernandes (24 de janeiro de 2024). «Corinthians e São Paulo vão às semifinais da Copa Votorantim». DaBase. Consultado em 28 de janeiro de 2024. Cópia arquivada em 28 de janeiro de 2024
16. ↑  «Palmeiras vence clássico contra o Santos e encara Corinthians na semi da Copinha de Votorantim». ge. 25 de janeiro de 2024. Consultado em 28 de janeiro de 2024. Cópia arquivada em 28 de janeiro de 2024
17. ↑  Vinicius Fernandes (25 de janeiro de 2024). «Palmeiras elimina atual campeão da Copa Votorantim». DaBase. Consultado em 28 de janeiro de 2024. Cópia arquivada em 28 de janeiro de 2024
18. ↑  «Choque-Rei na final: Palmeiras bate Corinthians e São Paulo despacha o Cruzeiro na Copinha de Votorantim». ge. 26 de janeiro de 2024. Consultado em 28 de janeiro de 2024. Cópia arquivada em 28 de janeiro de 2024
19. ↑  «Palmeiras e São Paulo decidem título da Copinha de Votorantim». Cruzeiro do Sul. 27 de janeiro de 2024. Consultado em 28 de janeiro de 2024. Cópia arquivada em 28 de janeiro de 2024
20. ↑  Vinicius Fernandes (27 de janeiro de 2024). «Copa Votorantim de Futebol Sub-15 tem final inédita». DaBase. Consultado em 28 de janeiro de 2024. Cópia arquivada em 28 de janeiro de 2024
21. ↑  «São Paulo vence o Palmeiras na final e é hexacampeão da Copinha de Votorantim». ge. 28 de janeiro de 2024. Consultado em 28 de janeiro de 2024. Cópia arquivada em 28 de janeiro de 2024
22. ↑  «São Paulo vence e conquista o 6º título da Copa Votorantim de Futebol Sub-15». Cruzeiro do Sul. 28 de janeiro de 2024. Consultado em 28 de janeiro de 2024. Cópia arquivada em 28 de janeiro de 2024